# Aeropuerto de Zaragoza

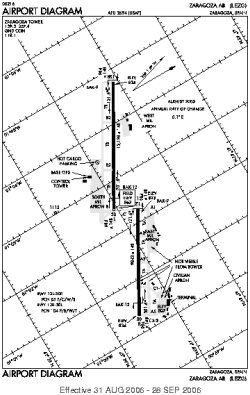

De luchthaven van Zaragoza (Spaans: Aeropuerto de Zaragoza) is een internationale luchthaven zo'n 16 km ten westen van de Spaanse stad Zaragoza. Naast de commerciële luchthaven heeft ook de Spaanse luchtmacht een basis op de terreinen van de luchthaven.
Er zijn twee startbanen die niet naast elkaar liggen maar bijna in elkaars verlengde, beide in de richting zuidoost - noordwest.
De luchthaven van Zaragoza is een van de luchthavens die de NASA kan gebruiken om een ruimteveer een noodlanding op te laten maken.

## Statistieken
| Jaar | Passagiers | Verschil | Vliegbewegingen | Verschil | Vracht (ton) | Verschil |
| ---- | ---------- | -------- | --------------- | -------- | ------------ | -------- |
| 2000 | 246.720    | 0,3%     | 10.932          | 8,0%     | 3.614        | 6,0%     |
| 2001 | 222.167    | 10,0%    | 10.454          | 4,4%     | 2.195        | 39,3%    |
| 2002 | 228.557    | 2,9%     | 10.655          | 1,9%     | 3.145        | 43,3%    |
| 2003 | 228.069    | 0,2%     | 10.748          | 0,9%     | 8.366        | 166,0%   |
| 2004 | 215.213    | 5,6%     | 9.386           | 12,7%    | 9.168        | 9,6%     |
| 2005 | 381.849    | 77,4%    | 9.906           | 5,5%     | 3.855        | 58,0%    |
| 2006 | 435.881    | 14,2%    | 11.408          | 15,2%    | 5.933        | 53,9%    |
| 2007 | 512.184    | 17,5%    | 14.757          | 29,4%    | 20.151       | 239,6%   |
| 2008 | 594.952    | 16,2%    | 14.584          | 1,2%     | 21.439       | 6,4%     |
| 2009 | 528.313    | 11,2%    | 12.746          | 12,6%    | 36.936       | 72,3%    |
| 2010 | 605.912    | 14,7%    | 12.711          | 0,3%     | 42.545       | 15,3%    |